# جام خیریه انگلستان ۲۰۰۴
 جام خیریه انگلستان ۲۰۰۴ ، ۸۲امین رقابت سالانه مابین قهرمانان لیگ برتر انگلستان و جام حذفی فوتبال انگلستان است. 
این مسابقه در تاریخ ۸ آگوست ۲۰۰۴ مابین تیم‌های منچستر یونایتد و آرسنال در ورزشگاه ملنیوم کاردیف برگزار شده‌است. تیم آرسنال در این مسابقه توانست با نتیجه سه بر یک به پیروزی برسد.

## جزئیات مسابقه
| منچستر یونایتد | ۱ – ۳ | آرسنال                                        |
| -------------- | ----- | --------------------------------------------- |
| اسمیت ۵۶'      | گزارش | سیلوا ۵۰' · ریس ۵۸' · سيلوستره ۷۹' (گل‌به‌خودی) |